# Bruno Dumay
Pour les articles homonymes, voir Dumay.
Bruno Dumay, né le 12 juin 1960 à Saint-Quentin, est un rameur d'aviron français.
Il participe à l'épreuve masculine de quatre sans barreur lors des Jeux olympiques d'été de 1992 de Barcelone.